# 8월 23일
8월 23일은 그레고리력으로 235번째(윤년일 경우 236번째) 날에 해당한다.

## 사건
- 1305년 - 스코틀랜드의 독립운동 지도자인 윌리엄 월리스가 처형되다.
- 1908년 - 순창초등학교가 개교했다.
- 1911년 - 일본, 조선교육령 공포.
- 1914년 - 제1차 세계 대전: 일본이 독일에 선전포고를 하다.
- 1939년 - 모스크바에서 독일·소련 불가침 조약이 체결되다.
- 1941년 - 제2차 세계 대전: 동부 전선의 최대 포위전인 1차 키예프 전투가 시작된다.
- 1943년 - 제2차 세계 대전: 동부 전선 최대 전차전인 쿠르스크 전투가 종결되다.
- 1944년 - 일본 후생성이 여자정신근로령을 공포·시행하다. 동원된 여성 중 상당수가 위안부로 투입된다.
- 1944년 - 제2차 세계 대전: 파리, 독일군 치하에서 해방.
- 1954년 - 미국 캘리포니아주 버뱅크의 록히드 공장에서 록히드 C-130 허큘리스의 시제기 YC-130 이 초도비행에 성공하다.
- 1958년 - 진먼 포격전이 시작됐다.
- 1960년 - 대한민국, 제2공화국 초대 총리 장면(張勉) 내각 출범.
- 1971년 - 실미도 사건: 실미도에서 훈련받던 특수부대원들이 서울로 진입하여 군경과 교전 끝에 자폭하다.
- 1989년 - 소비에트 연방에서 발트의 길 시위가 열리다.
- 1990년 - 아르메니아가 독립하였다.
- 1999년 - 남북 분단 이후 첫 대한민국-중화인민공화국 국방회담 베이징에서 개최.
- 2001년 - 대한민국이 국제통화기금에 구제액 195억 달러를 전액 상환함으로써 IMF 관리 체제가 정식으로 종료되었다.
- 2001년 - 대한민국의 김대중 대통령이 베트남의 천득렁 국가주석과 정상회담을 치렀다.
- 2002년 - 김정일 조선민주주의인민공화국 국방위원장과 블라디미르 푸틴 러시아 대통령 블라디보스토크에서 정상회담.
- 2010년 - 옴럭시에 대한 기사가 인터넷을 달구었으나 모두 거짓으로 밝혀지다.

## 문화
- 1924년 - 프랑스의 축구 클럽 AS 모나코 FC 창단.
- 2008년 - 대한민국이 2008 베이징 올림픽 야구 결승에서 쿠바를 3-2로 꺾고 올림픽 야구 첫 금메달을 차지한다. 그 이후 야구의 날로 지정하여 매년 기념하고 있다.
- 2014년 - 롯데 자이언츠에서 16년동안 선수 생활을 하였던 조성환의 공식 은퇴식을 사직야구장에서 치렀다.

## 탄생
- 1482년 - 조선의 문신 조광조. (~1520년)
- 1580년 - 조선 후기의 문신 김육. (~1658년)
- 1754년 - 프랑스의 왕국 루이 16세. (~1793년)
- 1769년 - 프랑스의 동물학자 조르주 퀴비에. (~1832년)
- 1854년 - 폴란드계 독일인으로, 피아니스트이자 작곡가인 모리츠 모슈코프스키. (~1925년)
- 1871년 - 러시아의 정치인 소피야 파니나. (~1956년)
- 1895년 - 일제강점기의 조선총독부 김경진. (~1975년)
- 1899년 - 대한민국의 독립운동가 김법린. (~1964년)
- 1903년 - 대한민국의 교육자, 사상가, 철학자 박종홍. (~1976년)
- 1910년 - 이탈리아의 축구 선수 주세페 메아차. (~1979년)
- 1912년 - 미국의 배우 진 켈리. (~1996년)
- 1923년 - 대한민국의 건설기술인 김동한. (~2010년)
- 1924년 - 미국의 경제학자 로버트 솔로. (~2023년)
- 1927년 - 프랑스의 음악가 마르시알 솔랄. (~2024년)
- 1933년 - 미국의 화학자 로버트 컬. (~2022년)
- 1934년 - 러시아의 기업가 렘 뱌히레프. (~2013년)
- 1937년 - 대한민국의 역사학자 이이화. (~2020년)
- 1940년
  - 대한민국의 목사 이종윤. (~2023년)
  - 미국의 생화학자, 연구원 토머스 A. 스타이츠. (~2018년)
- 1941년
  - 대한민국의 사상가, 대학 교수 신영복. (~2016년)
  - 영국의 기업인 필 가트사이드. (~2016년)
- 1958년 - 대한민국의 기업인 이영호.
- 1959년
  - 대한민국의 배우 김하균.
  - 대한민국의 성우 이연희.
- 1960년 - 일본의 정치인 마부치 스미오.
- 1961년
  - 프랑스의 영화 음악, 작곡가 알렉상드르 데스플라.
  - 잉글랜드의 축구인 게리 매벗.
- 1962년 - 대한민국의 공무원 김학도.
- 1963년
  - 대한민국의 영화 감독 박찬욱.
  - 미국의 사회학자 로버트 벨라.
- 1968년 - 일본의 축구 선수, 축구 지도자 모리야스 하지메.
- 1970년
  - 대한민국의 배우 이성재.
  - 대한민국의 소방공무원, 대학교수 박재성.
  - 미국의 배우 리버 피닉스. (~1993년)
- 1971년
  - 대한민국의 배우 조희봉.
  - 이탈리아의 축구 선수 데메트리오 알베르티니.
- 1972년 - 대한민국의 정치인 김세연.
- 1973년
  - 대한민국의 배우 김진.
  - 멕시코의 권투 선수 후안 마누엘 마르케스.
- 1974년 - 일본의 작곡가 와키타 준.
- 1976년 - 대한민국의 전 야구 선수 이승호.
- 1977년
  - 대한민국의 작곡가 남기상.
  - 일본의 성우 미야케 켄타.
- 1978년
  - 미국의 농구 선수 코비 브라이언트. (~2020년)
  - 대한민국의 아나운서, 정당인 김지혜.
- 1979년 - 대한민국의 희극인 변기수.
- 1980년 - 대한민국의 전 야구 선수 정보명.
- 1981년
  - 일본의 성우 미야자키 우이.
  - 일본의 배우, 가수 AKIRA.
- 1982년 - 미국의 수영 선수 내털리 코글린.
- 1983년
  - 대한민국의 희극인 김영희.
  - 대한민국의 만화가 주동근.
- 1984년 - 대한민국의 바둑 기사 박정상.
- 1985년 - 대한민국의 배우 박영준.
- 1986년 - 대한민국의 전 야구 선수 김지수.
- 1987년
  - 대한민국의 바둑 기사 이영구.
  - 영국 웨일스의 배우 알렉산드라 로치.
  - 일본의 아이돌 가와사키 노조미. (AKB48)
- 1988년
  - 대한민국의 가수 채린.
  - 대한민국의 아나운서, 캐스터 김수현.
  - 독일의 전 축구 선수 다니엘 슈바브.
  - 러시아의 권투 선수 미하일 알로얀.
  - 미국의 농구 선수 제러미 린.
- 1990년
  - 대한민국의 씨름 선수 박민지.
  - 독일의 봅슬레이 선수 마리아마 야망카.
- 1991년
  - 대한민국의 기상캐스터, 미스코리아 조수연.
  - 대한민국의 바둑 기사 문도원.
- 1992년
  - 대한민국의 야구 선수 양현.
  - 대한민국의 가수 채보훈.
- 1993년 - 대한민국의 가수 혜린. (EXID)
- 1994년 - 대한민국의 야구 선수 손호영.
- 1995년
  - 대한민국의 배우 홍진기.
  - 캐나다의 육상 선수 캠린 로저스.
- 1996년 - 일본의 축구 선수 이데구치 요스케.
- 1997년 - 대한민국의 배우 김예원.
- 1999년
  - 대한민국의 가수 안병웅.
  - 대한민국의 리그 오브 레전드 프로게이머 타잔.
- 2001년
  - 대한민국의 야구 선수 정해영.
  - 대한민국의 오버워치 프로게이머 이승준.
  - 대한민국의 배구 선수 정호영.
  - 대한민국의 유튜버 김가흔.
- 2002년
  - 대한민국의 배우 천보근.
  - 대한민국의 가수 예준 (엘라스트).
- 2003년 - 대한민국의 가수 민재 (MCND).
- 2004년 - 대힌민국의 가수 지성
- 2008년 - 대한민국의 뮤지컬 배우 안소명.

## 사망
- 1305년 - 스코틀랜드의 독립운동 지도자 윌리엄 월리스. (?~)
- 1806년 - 프랑스의 믈리학자 샤를 드 쿨롱. (1736년~)
- 1831년 - 프로이센의 육군원수이자 군사개혁자 아우구스트 나이트하르트 폰 그나이제나우. (1760년~)
- 1944년 - 오스만 제국의 마지막 황제 압뒬메지드 2세. (1868년~)
- 2006년 - 대한민국의 소설가 박영한. (1947년~)
- 2007년 - 미국의 배우 로버트 시먼즈. (1926년~)
- 2008년 - 대한민국의 배우 안재환. (1972년~)
- 2011년 - 캐나다의 정치인 잭 레이턴. (1950년~)
- 2012년 - 대한민국의 스타크래프트 프로게이머 우정호. (1988년~)
- 2018년 - 대한민국의 민속학자 심우성. (1934년~)
- 2019년 - 대한민국의 제41대 교육부 장관 송자. (1936년~)
- 2020년
  - 대한민국의 가수 박성연. (1955년~)
  - 일본의 정치인 와타나베 고조. (1932년~)
- 2022년
  - 남아메리카의 원주민 구덩이의 남자. (?~)
  - 대한민국의 군인 김종환. (1923년~)
- 2023년
  - 러시아의 군인 드미트리 웃킨. (1970년~)
  - 미국의 프로레슬링 선수 테리 펑크. (1944년~)
  - 러시아의 기업인 예브게니 프리고진. (1961년~)
- 2024년 - 프랑스의 가수 카트린 리베이로. (1941년~)

## 기념일
- 세계 노예무역 철폐 기념의 날
- 스탈린주의와 나치즘의 희생자에 대한 추모의 날(Black Ribbon Day): 유럽 연합

## 같이 보기
- 전날: 8월 22일 다음날: 8월 24일 - 전달: 7월 23일 다음달: 9월 23일
- 음력: 8월 23일
- 모두 보기